# Коваленко, Андрей Фёдорович
Андрей Фёдорович Коваленко (исп. Andrei Kovalenco, укр. Андрій Федорович Коваленко, родился 12 июля 1971 года в Киеве) — советский, украинский и испанский регбист, выступавший на позиции флай-хава. Наравне с Ориолем Риполем считается одним из выдающихся регбистов Испании начала 2000-х.

## Биография
В детстве занимался хоккеем, вольной борьбой и гандболом, с 14 лет занялся регби. Первый тренер — Алексей Поздняков. Дебютировал в высшем дивизионе за киевский «Авиатор» в 1987 году, тренировался под руководством Игоря Бобкова. Служил в советских войсках в 1989—1991 годах, в это время выступал за «ВВА-Подмосковье», отклонив предложение поехать во Львов, где также была армейская регбийная команда. В активе Коваленко — победа в чемпионате СССР и два выигранных кубка СССР.
Он провёл несколько игр за юниорскую сборную СССР, выйдя в финал юниорского чемпионата мира FIRA и завоевав серебряные медали (победу одержала Аргентина). В его активе 20 матчей за сборную СССР: так, в 1991 году он участвовал в матче сборных СССР и Испании в Севилье, завершившемся победой 19:16, и занёс победную попытку, о чём ему много раз напоминали в Испании. Также в 1992 году играл за команду СНГ, проведя матч против звёздного клуба «Барбарианс».
После распада СССР вернулся в Киев, выступал за сборную Украины. После победы на соревнованиях по регби-7 в испанском Бенидорме в 1994 году получил приз лучшему игроку турнира и предложение остаться в Испании, которое принял. Играл за мадридский клуб «Реал Каноэ» (позже — «Посуэло»), дебютировав во втором дивизионе и выйдя в первый дивизион. В первый же сезон Андрей завоевал приз лучшего бомбардира, который удерживал ещё три сезона подряд. В 1998 году он получил предложение играть за сборную Испании, которое сразу же принял. Дебютная игра состоялась 15 марта 1998 года в Севилье против России и завершилась проигрышем испанцев 31:48 — Андрей провёл две реализации и забил четыре штрафных, однако исход матча во многом предрешил Константин Рачков, проведший шесть реализаций и дважды забивший со штрафных.
В 1998 году сборная Испании показала своё лучшее достижение в мировом регби, получив право сыграть на чемпионате мира в Уэльсе. В испанском Эльче 9 мая сборная Испании нанесла поражение Португалии со счётом 33:22, вырвав победу во втором тайме. Коваленко провёл одну реализацию и семь раз забил со штрафных, набрав 23 очка. Ответная игра 2 декабря на стадионе «Маррифилд» также закончилась победой испанцев 21:17 — 18 очков набрал Коваленко благодаря штрафным, также дроп-гол Фернандо Диеса Молины принёс испанцам заветную путёвку на Кубок мира. В финальном этапе сборная Испании сыграла против ЮАР, Шотландии и Уругвая, потерпев три поражения. При этом в игре против Уругвая, завершившейся поражением 15:27, Андрей забил пять штрафных и набрал все очки для сборной; в игре против Шотландии, ведомой Грегором Таунсендом, он забил единственный испанский штрафной и набрал единственные очки (проигрыш 3:85), а в матче против ЮАР счёт не был открыт вплоть до 30-й минуты.
В 2003 году «Реал Каноэ» стал переживать трудные времена из-за смены руководства, спонсора и задержек зарплаты. Андрей перешёл в барселонский клуб «Барселона Университати» — фарм-клуб французского «Перпиньяна». За год с командой он вышел в Высший дивизион (Дивизьон де Онор) и стал бронзовым призёром турнира, хотя после первого круга команда шла без поражений. 28 октября 2006 года Андрей Коваленко провёл последнюю игру за сборную в Тбилиси против Грузии, которую испанцы проиграли 37:23 (один штрафной на счету Коваленко), и после игры завершил выступления в сборной. В 2009 году формально завершил карьеру игрока, оставался играющим тренером до 2014 года.
По образованию — переводчик. В настоящее время Андрей — водитель в компании Luxury Car, участвует в организации экскурсий по Барселоне для знаменитостей. Среди звёзд, с которыми познакомился Коваленко, были Джордж Клуни и Мадонна. За первый год проживания в стране выучил испанский. Отец — россиянин, мать — украинка. Есть сын Артём, который занимается регби в составе клуба «Барселона» и свободно владеет каталанским языком.

## Стиль игры
Андрей Коваленко был одним из редких легионеров в сборной Испании, ставших звёздами регби. Был известен как отличный бьющий: в квалификации к чемпионату мира 1999 года он заработал 45 очков, забив 7 штрафных и проведя одну реализацию в победных схватках против Португалии. Помимо хорошего удара, он также умел хорошо двигаться по полю с мячом и без мяча.

## Достижения
- Чемпион СССР (1 раз, ВВА-Подмосковье)
- Обладатель Кубка СССР (2 раза, ВВА-Подмосковье)
- Чемпион Испании: 2000 (Реал Каноэ)
- Обладатель Кубка Испании[исп.]: 2001, 2002, 2003 (Реал Каноэ)
- Обладатель Кубка Испании по регби-13: 2009